# トインクス
株式会社トインクス（英: Toinx Co., Ltd.）は、宮城県仙台市に本社を置く、東北電力グループのシステムインテグレーター（ユーザー系）である。

## 概要
2001年7月1日に、東北コンピュータ・サービス株式会社（TCS）を存続会社として、東北情報ネットワークサービス株式会社（TINet）、東北オー・エー・サービス株式会社（TOS）と合併により発足した。
旧・東北情報ネットワークサービスから引き継いで、プロバイダ「TINet」を手がけ、後にTOHKnetのADSLのみをアクセスラインとして利用した「BStream」の2つのプロバイダ事業を手がけていたが、環境の変化から2006年に、スピーディアに事業譲渡した。
2022年東北インフォメーション・システムズ株式会社から、株式会社トインクスに社名変更。

## 沿革
- 1954年（昭和29年） - 東北機械計算株式会社設立
- 1972年（昭和47年） - 東北機械計算株式会社を東北コンピュータ・サービス株式会社（TCS）に改称
- 1985年（昭和60年） - 東北オー・エー・サービス株式会社（TOS）設立
- 1987年（昭和62年） - 東北情報ネットワークサービス株式会社（TINet）設立
- 2001年（平成13年） - 東北インフォメーション・システムズ株式会社（TOiNX）設立（TCS,TOS,TINetの情報系3社合併）
- 2022年（令和4年） - 東北インフォメーション・システムズ株式会社を株式会社トインクスに改称

## 歴代社長
| 氏名     | 就任   | 備考                          |
| -------- | ------ | ----------------------------- |
| 國井匡裕 | 2001年 | 元東北電力 取締役             |
| 石塚卓美 | 2003年 | 元東北電力 常務取締役         |
| 早坂栄二 | 2011年 | 元東北電力 常務取締役         |
| 石森令一 | 2017年 | 元東北電力 常務取締役         |
| 八代浩久 | 2021年 | 元東北電力 取締役常務執行役員 |
| 河田伸   | 2024年 | 元東北電力 取締役常務執行役員 |